# Гирели, Михаил Осипович
Михаил Осипович Гирели (настоящая фамилия Пергамент; 1893—1929) — русский советский писатель-фантаст, один из популярных авторов ранней советской научной фантастики.

## Биография
Родился в 1893 году в Одессе. Отец, Осип Яковлевич Пергамент (1868—1909) — председатель совета присяжных поверенных, депутат Государственной Думы 2-го и 3-го созывов. После избрания отца в Думу, в 1906 году семья переехала в Санкт-Петербург.
В 1920-е годы написал несколько научно-фантастических романов, принесших ему известность.
Умер в 1929 году в Ленинграде.

## Творчество
Начинал творческую деятельность со стихов, в 1912 году в соавторстве с Зорей Берманом выпустил сборник «Пепел». В двадцатые годы работал лектором по охране труда в школах ФЗО железной дороги.
Под собственной фамилией опубликовал книгу «Пионер-санитар» (1926).
Выпустив в 1924—1929 годах три фантастических романа под псевдонимом «Гирели», стал одним из популярных авторов ранней советской научной фантастики.
Первый фантастический роман Гирели, «Трагедия конца» (1924), согласно мнению критиков, неудачен. В романе Земле грозит космический катаклизм — падение обломка кольца Сатурна. Земляне путём «радиирования» залежей магнитной руды на Марсе увеличивают силу притяжения этой планеты, и обломок кольца падает на Марс.
Два других романа автора, «Преступление профессора Звездочётова» (1926) и «Eozoon (Заря жизни)» (1928), написаны на более высоком профессиональном уровне. Кроме использования традиционных научно-фантастических тем (например, аппарата для чтения мыслей), автор демонстрирует сложные фантастические построения, насыщенные эротическими мотивами. В романе «Преступление профессора Звездочётова» появляется распространённая ныне в фантастике гипотеза о возможности «вхождения» одного сознания в другое, а также оригинальные попытки чувственного представления двумерного или четырёхмерного мира, показывающие несомненную яркость фантастического воображения автора.

## Публикации
- Гирели М. О. Трагедия конца. — Л.: Время, 1924. — 218 с. — 4000 экз.
- Пергамент М. О. Пионер-санитар. — Л.-М.: Петроград, 1926. — 30 с.
- Гирели М. О. Преступление профессора Звездочётова. — Л.: Пучина, 1926. — 179 с. — 6000 экз.
- Гирели М. О. Eozoon. Заря жизни: Роман. — Л., 1929. — 270 с. — 4000 экз.